# Додж (окръг, Уисконсин)
Вижте пояснителната страница за други значения на Додж.
Окръг Додж (на английски: Dodge County) е окръг в щата Уисконсин, Съединени американски щати. Площта му е 2349 km², а населението - 89 396 души (1 април 2020). Административен център е град Джуно.